# Battlestar Galactica

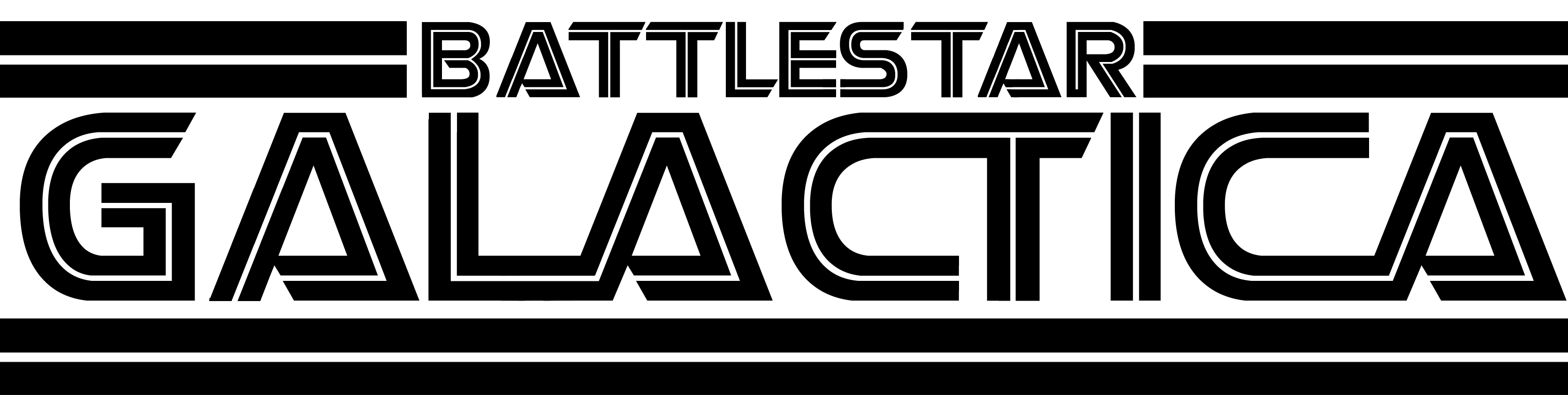
Černobílé logo seriálu Battlestar Galactica z roku 1978

Battlestar Galactica je řada amerických sci-fi filmů a televizních seriálů vytvořených na základě předlohy Glena A. Larsona. Všechny vyprávějí příběh vesmírné válečné lodi Battlestar Galactica a její posádky. Původní seriál Battlestar Galactica, odvysílaný v letech 1978–1979, byl následován neúspěšným sequelem Galactica 1980. V dalších letech vznikly romány, komiksy a počítačové hry.
V roce 2003 byl odvysílána úspěšná dvoudílná minisérie, věrná rámcovému ději a fikčnímu vesmíru původní Galacticy. V letech 2004–2009 na ni navázaly čtyři řady nového seriálu Battlestar Galactica, jehož děj byl uzavřen 75. epizodou a jenž byl doplněn televizními filmy Battlestar Galactica: Břitva a Battlestar Galactica: Plán. V roce 2010 byl odvysílán seriálový prequel Caprica, odehrávající se 58 let před událostmi z minisérie. Roku 2012 byl vydán internetový seriál Vesmírná loď Galactica – Krev a chrom, časově zařazený mezi Capricu a Battlestar Galacticu.
Všechna zpracování mají přibližně stejný dějový rámec – ve vzdálené galaxii žije lidská rasa na dvanácti planetách, nazvaných souhrnně Dvanáct kolonií Kobolu (Twelve Colonies of Kobol). Lidé vyvinou inteligentní roboty Cylony, kteří se časem vzbouří a vedou proti nim dlouhou válku. Díky zradě člověka Gaia Baltara Cyloni ve válce drtivým způsobem zvítězí. Jaderné bombardování všech dvanácti kolonií přežije pouze hrstka civilních obyvatel, kteří před Cylony uniknou ve vesmírných lodích a v doprovodu jediného přeživšího battlestaru Galactica (Battlestar = nejvyšší kategorie lidských vesmírných bojových plavidel) utvoří Koloniální flotilu (Colonial Fleet), jež se pod vedením admirála Adamy vydá pátrat po ztracené mytické planetě Zemi, která by mohla být jejich novým útočištěm.

## Původní seriály

### Battlestar Galactica(1978)

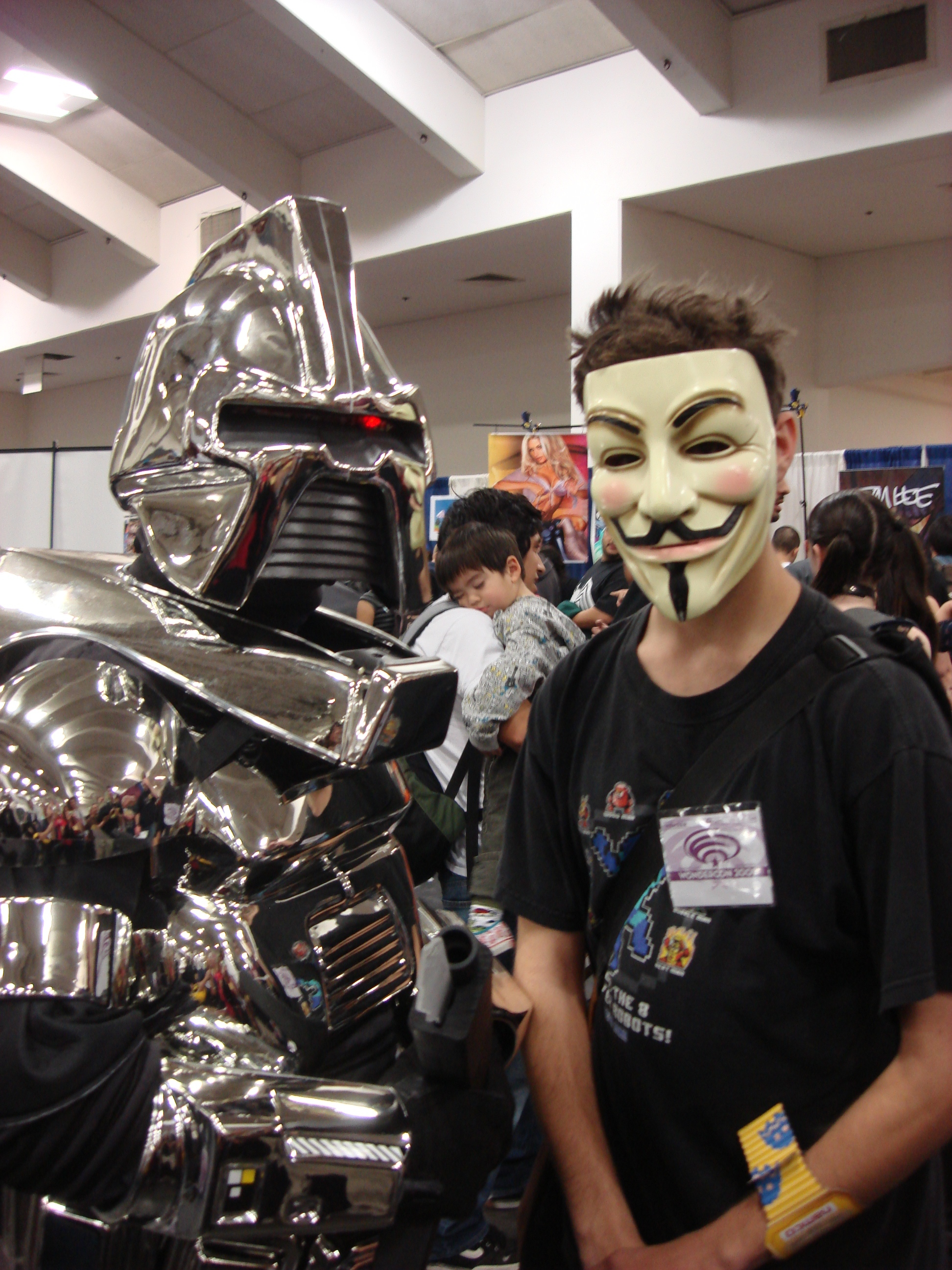
Vlevo cylonský Centurion z původního seriálu Battlestaru Galactica

Autorem seriálu je Glen A. Larson, který jeho koncept vymyslel už na konci šedesátých let. Realizace se dočkal o desetiletí později, kdy byl natočen tříhodinový pilotní film doplněný dvěma dvouhodinovými televizními filmy, které na podzim 1978 odvysílala stanice ABC a které byly následovány standardními televizními epizodami seriálu. Ten byl zrušen na konci první řady v dubnu 1979, celkově tak obsáhl 24 běžných televizních dílů.

### Galactica 1980
Zrušení seriálu vyvolalo mezi fanoušky dopisovou kampaň, po které Glen A. Larson vytvořil sequel Galactica 1980, jenž se odehrává pět let po poslední epizodě původního seriálu. Vzhledem k nízké sledovanosti a nízkému hodnocení byla Galactica 1980 po deseti dílech, které byly vysílány mezi lednem a květnem 1980 na ABC, rovněž zrušena.

## Remake

### Battlestar Galactica(minisérie)
Remake seriálu vznikl v roce 2003, kdy byla pod vedením Ronalda D. Moorea natočena dvoudílná minisérie Battlestar Galactica, kterou odvysílala televize Sci-Fi Channel.

### Battlestar Galactica(2004)
Úspěch minisérie vedl Ronalda D. Moorea k vytvoření navazujícího seriálu, který byl na Sci-Fi Channelu vysílán mezi lety 2005 a 2009 a jenž se dočkal uzavřeného děje ve čtyřech řadách.

### Filmy

#### Battlestar Galactica: Břitva
Film Battlestar Galactica: Břitva (Battlestar Galactica: Razor) byl natočen v rámci 4. řady v roce 2007, ale odehrává se od episody 2. řady Battlestar Galacticy "The Captain's Hand" a soustřeďuje se na postavu poručíka Kendry Shaw a loď Battlestar Pegasus. Ve filmu jsou tzv. flashbacky, prostřihy do minulosti lodi Pegasus od cylonského útoku na kolonie, velitelky lodi Pegasus Helen Cainové a komandéra Adamy.

#### Battlestar Galactica: Plán
Film Battlestar Galactica: Plán (Battlestar Galactica: The Plan) z roku 2009 vrací diváka do děje seriálu ze cylonského úhlu pohledu. Jeden model bratra Cavila, který je v koloniální flotile a vystupuje jako kněz, v něm organizuje teroristické útoky ostatních modelů, které jsou ve flotile. Tito Cyloni ale nejsou přesvědčeni o správnosti svého jednání a často záměrně své vlastní útoky sabotují. Model jedna to považuje za slabost způsobenou dlouhým přetrváváním v lidské společnosti a „nakažením" se jejich citovostí. Děj se také částečně odehrává na Caprice, kde se věnuje odboji. Film končí vyhlášením příměří Cylony a změnou plánu i samotného modelu 1, který je přesvědčen o tom, že útok na kolonie byla chyba.

### Webizody

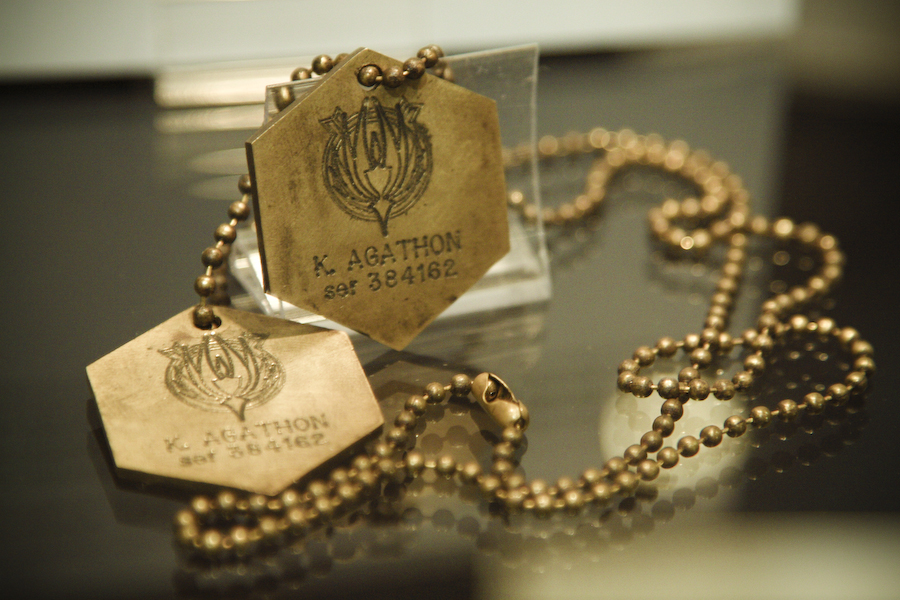
„Psí známky“ se znakem kolonií – seriálová rekvizita

#### Battlestar Galactica: The Resistance
Sci-Fi Chanell (dnes SyFy) na svých stránkách v mezeře mezi druhou a třetí řadou v roce 2006 nabízel sérii deseti webizod, nízkorozpočtových krátkých epizod přístupných pouze na internetu, které ukazují některé události mezi druhou a třetí řadou, s názvem Battlestar Galactica: The Resistance. Všechny jsou ale dělané tak, aby neprozrazovaly nic ze třetí řady a aby pro sledování třetí řady nebyla znalost webizod nutná.

#### Battlestar Galactica: Razor Flashbacks
Battlestar Galactica: Razor Flashbacks je série sedmi webizod z roku 2007.

#### Battlestar Galactica: The Face of the Enemy
Tato webová 10dílná minisérie popisuje příběh Felixe Gaety mezi epizodami 4x11 (Tak mě někdy napadá) a 4x12 (Neklid zmítá mou duší).

### Caprica
Caprica vznikla jako spin-off a prequel seriálu Battlestar Galactica, neboť se odehrává 58 let před „Pádem 12 kolonií“. V roce 2009 byl natočen a na DVD vydán pilotní dvojdíl. Ten se televizní premiéry na stanici Syfy dočkal v lednu 2010, kdy bylo zahájeno vysílání seriálu. Kvůli nízké sledovanosti byl seriálu ještě tentýž rok ukončen, do listopadu 2010 bylo odvysíláno celkem 19 epizod.

### Vesmírná loď Galactica – Krev a chrom
Vesmírná loď Galactica – Krev a chrom (Battlestar Galactica: Blood & Chrome) měl být dalším odvozeným seriálem z řady Battlestar Galactica, který by pojednával o mladém Williamu „Huskerovi“ Adamovi během cylonské války. Televize Syfy však jeho vývoj ukončila. Oznámila však desetidílný internetový seriál vytvořený Michaelem Taylorem a Davidem Eickem, který byl vydávaný během listopadu a začátku prosince 2012 na webu Machinima.com. V podobě televizního filmu byla Krev a chrom odvysílána i na stanici Syfy v únoru 2013.

#### Děj
V seriálu Krev a chrom, který se odehrává v desátém roce cylonské války, se setkáváme s vojínem Williamem "Huskerem" Adamou, čerstvým absolventem vojenské akademie, který se spolu se svým novým parťákem Cokerem Fasjovikem a doktorkou Bekou Kelly vydává na důležitou misi. Po odletu z Galacticy ale zjišťují, že Beka není tím čím se zdá a mise nebude tak jednoduchá, jak si mysleli.

## Vlajky dvanácti kolonií

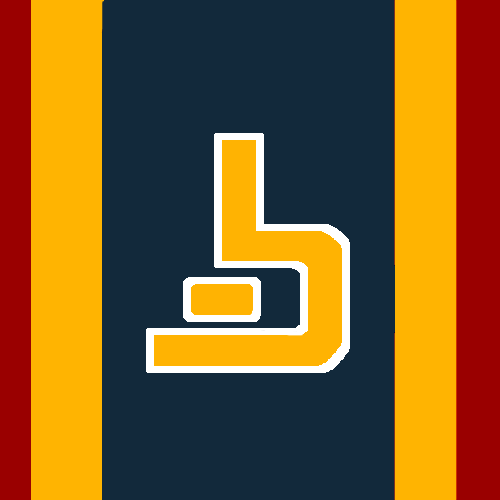
Aquaria
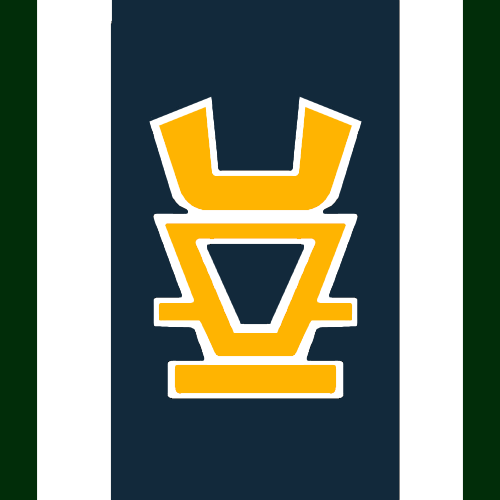
Canceron
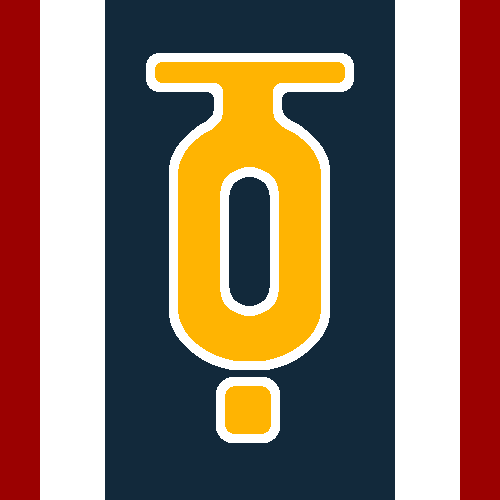
Caprica
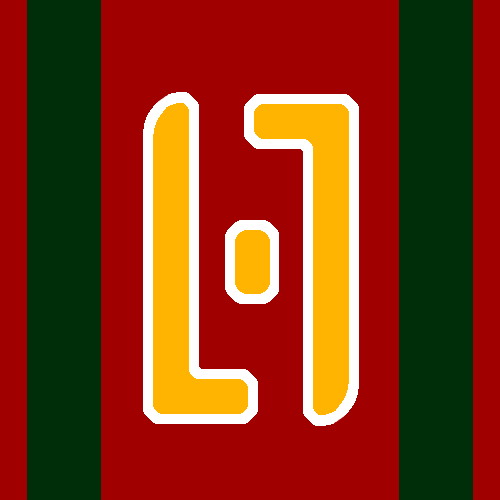
Gemenon
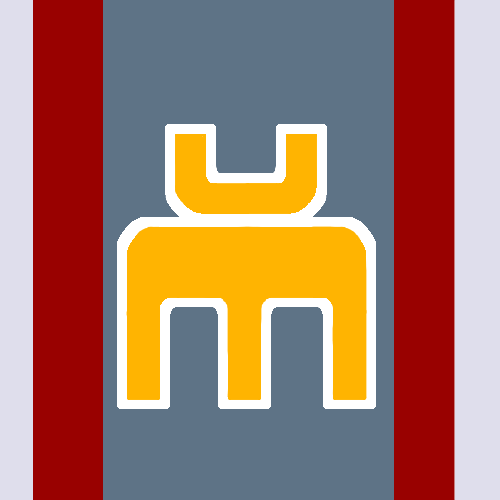
Leonis
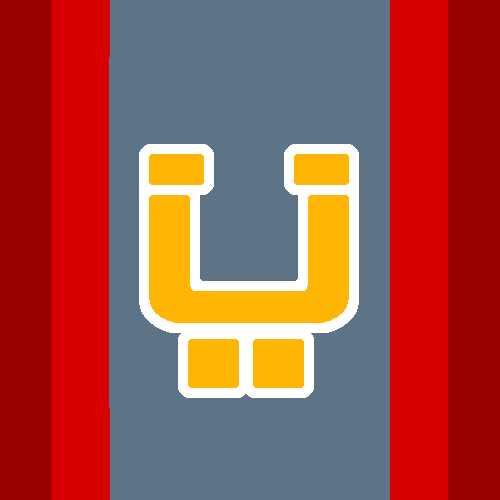
Libran
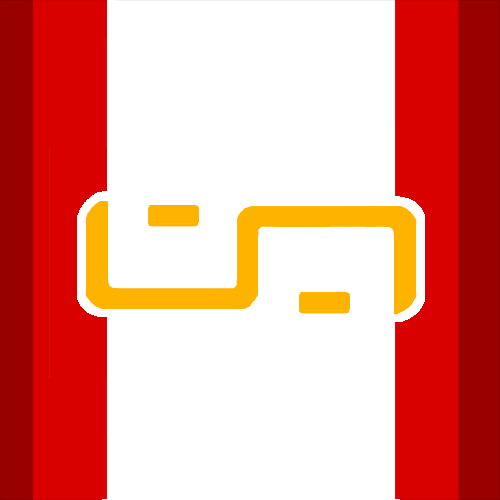
Picon
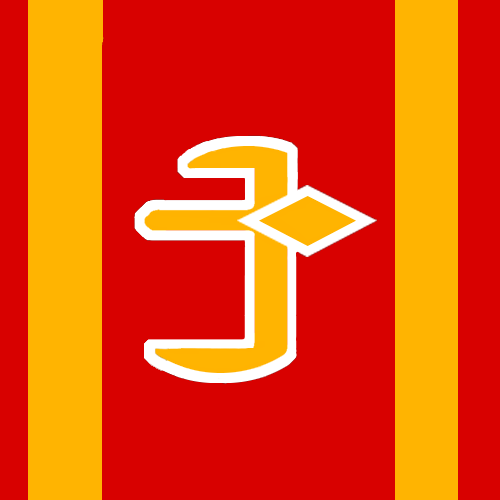
Saggitaron
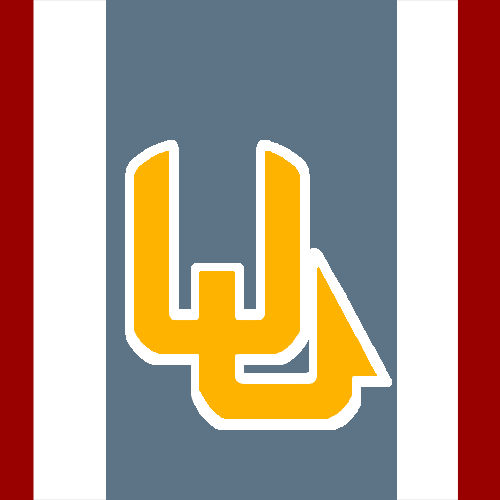
Scorpia
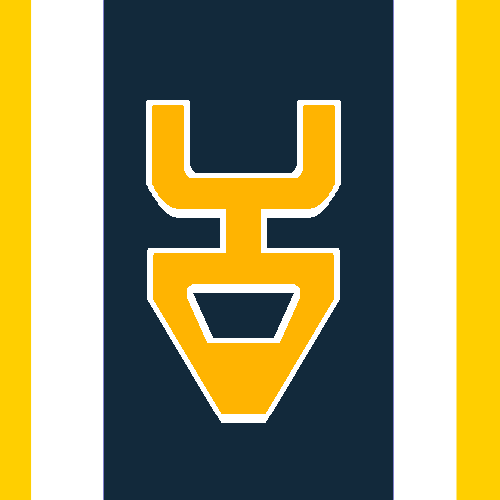
Tauron
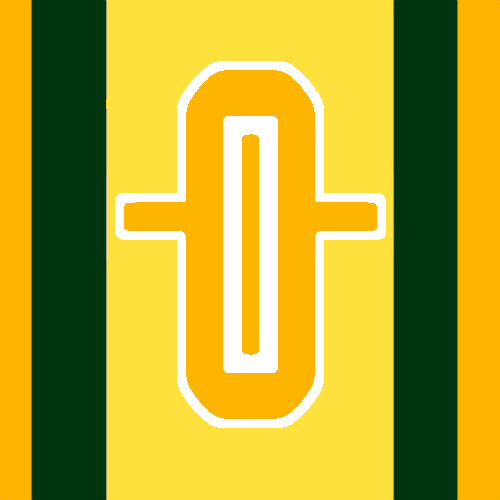
Virgon